# Thêu chữ thập

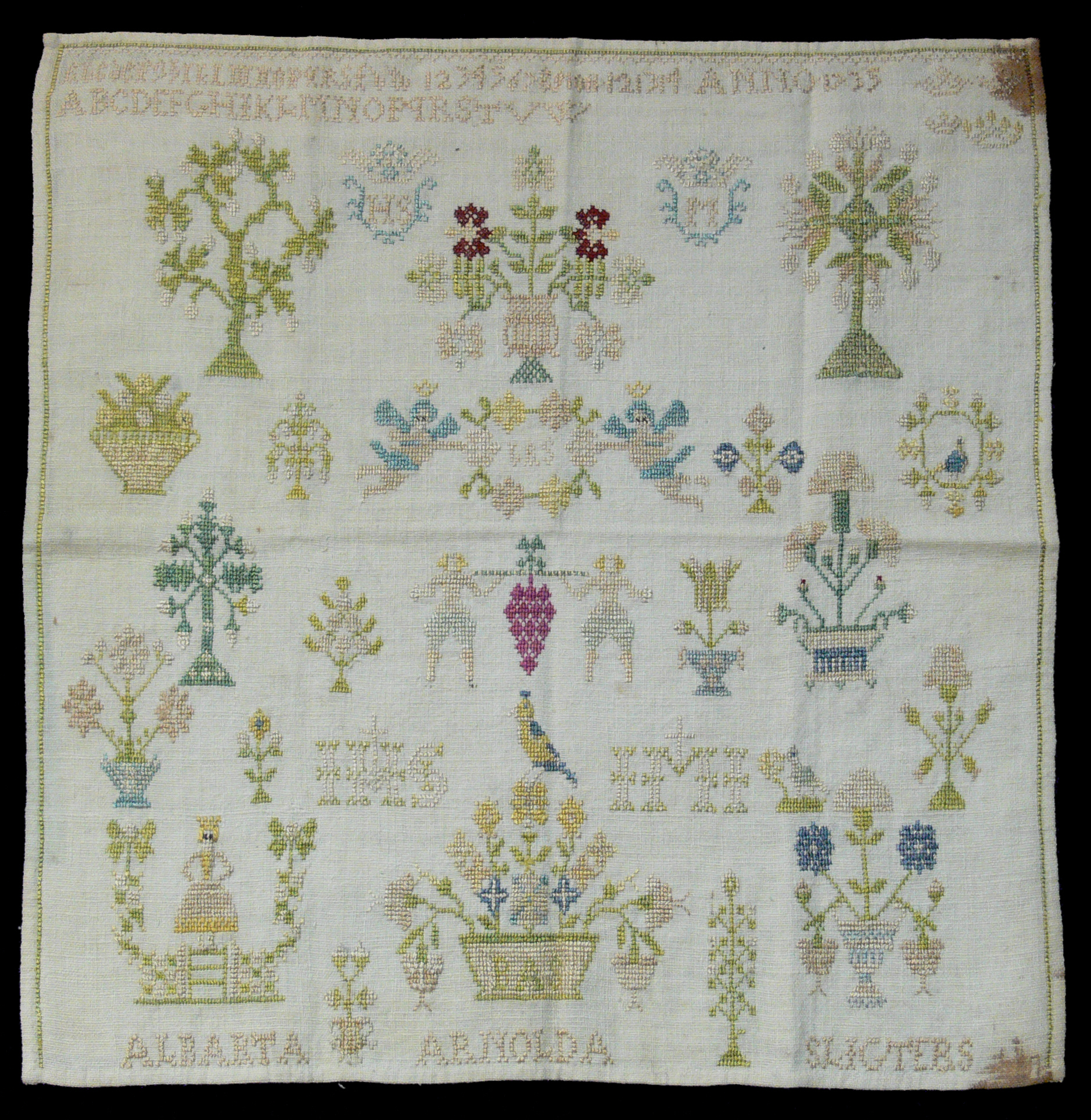
Thêu chữ thập, Đức

Thêu chữ thập hay còn gọi là X-stitch là phương pháp thêu trên những loại vải thô có chia các ô đều để các mũi khâu có thể thành hình chữ thập một cách đều đặn. Có hai loại vải chính dùng để thêu Cross-Stitch là vải Aida và vải Evenweave (vải thô). Vải Aida là loại vải chính dùng để thêu Cross-Stitch.

## Lịch sử

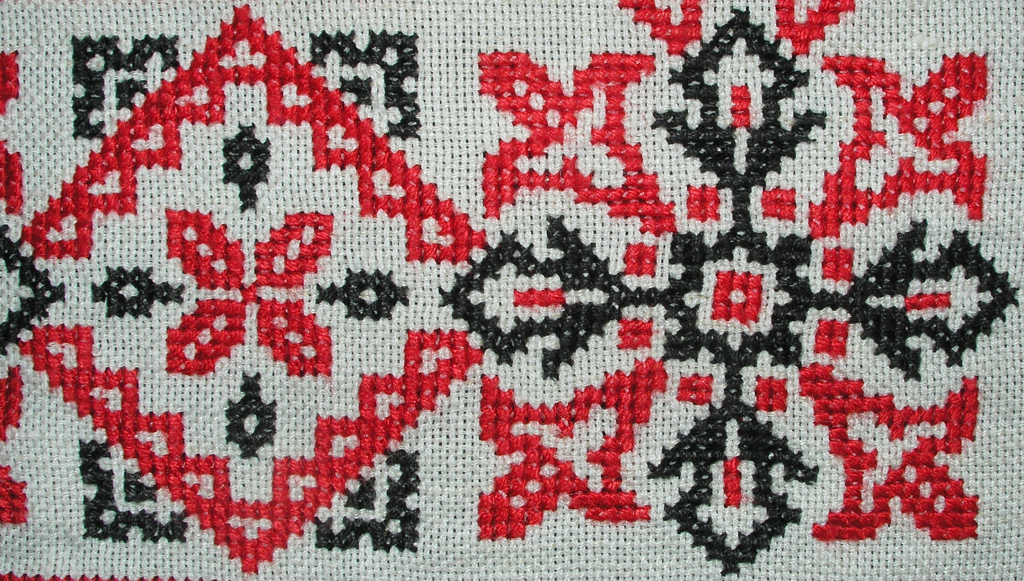
Họa tiết hoa văn trên cotton. Khăn trải bàn, Hungary, giữa thế kỷ 20

Thêu chữ thập là một trong những hình thức lâu đời nhất của nghề thêu và có ở khắp nơi trên thế giới. Nhiều bảo tàng truyền thống trưng bày những mẫu quần áo được trang trí bằng thêu chữ thập, đặc biệt là ở châu Âu và châu Á.
Thêu chữ thập hai chiều bằng chỉ cotton đỏ và đen với họa tiết hình học hoặc hoa văn trên vải lanh là nét đặc trưng của nghề thêu dân gian ở Trung và Đông Âu.
Thêu chữ thập đã xuất hiện từ cả ngàn năm trước, trên địa bàn gần như là khắp thế giới. Người ta đã tìm thấy những hoạ tiết thêu chữ thập trên tấm trang trí bàn thờ Chúa trời ở Jelusalem, trên trang phục các thổ dân da đỏ châu Mỹ, trên đồ trang sức của thổ dân châu Úc, trên hoàng bào của vua Trung quốc và trên…. gấu váy của cô gái H’mông Việt nam. Tuy nhiên, thêu chữ thập mới phát triển thành loại hình tranh thêu nghệ thuật vài thập kỷ gần đây. Khởi nguồn từ châu Âu, loại hình này đã nhanh chóng được lan sang châu Mỹ và châu Á, bùng phát tại Nhật Bản, Hàn Quốc và Trung Quốc.
Hiện nay tranh thêu chữ thập rất phổ biến ở Việt Nam, nhất là ở các thành phố lớn như Hà Nội và Sài Gòn.Các thao tác thêu đơn giản nên ai cũng có thể thêu được. Mẫu mã đậm chất dân tộc nhưng cũng không kém phần hiện đại.Có thể dùng làm quà tặng vào các dịp, lễ Tết hay đơn giản chỉ là một món đồ trang trí trong nhà. Hiện nay với sự phát triển tiên tiến của công nghệ hiện đại nên tranh thêu đã được in sẵn không cần phải nhìn Chap để thêu nữa.Có mặt ở Việt Nam vào năm 2009, đến nay tranh thêu chữ thập đã có sự phát triển rõ rệt.Tranh thêu chữ thập là một bước tiến lớn của ngành công nghệ.Ngày nay, tơ cotton là loại chỉ thêu được sử dụng phổ biến nhất. Đây là loại chỉ được làm từ cotton bóng, được sắp xếp từ sáu sợi chỉ con hơi xoắn vào nhau và dễ dàng tách riêng ra. Một số vật liệu khác được sử dụng là cotton ngọc trai, tơ nhân tạo. Người ta cũng sử dụng sợi len, chỉ ánh kim hoặc các loại chỉ đặc biệt khác, có thể là cho cả sản phẩm hoặc đôi khi, chỉ dùng để tạo điểm nhấn và trang trí thêm cho một vài chi tiết của sản phẩm.
Thêu chữ thập còn được sử dụng rộng rãi trong may mặc truyền thống ở Palestine.

## Các xu hướng gần đây
Thêu chữ thập đã trở thành một xu hướng của giới trẻ Anh Quốc trong những năm thập niên đầu thế kỷ 21. Cuộc suy thoái kinh tế (2007 - 2013) đã tạo nên sự quan tâm đặc biệt với các mặt hàng gia công tại nhà. Một số nhà bán lẻ cung cấp đồ gia dụng như John Lewis đã có sự tăng trưởng 17% về các mặt hàng như kim - chỉ thêu được ghi nhận vào thời điểm 2009 - 2010. Và một số các chuỗi cửa hàng cung cấp vật dụng thủ công như Hobbycraft cũng được ghi nhận có sự tăng trưởng 11% doanh số bán hàng trong năm 2009. Truyền thông Anh cho rằng chính cuộc khủng hoảng kinh tế đã khiến cho người dân có xu hướng tự quản lý và sửa chữa tài sản đã có hơn là mua mới để thay thế.
Giai đoạn bắt đầu từ cuối năm 2019 đến 2021, biến cố dịch bệnh Covid-19 xảy ra trên toàn cầu. Thất nghiệp, giãn cách khiến nhiều người quan tâm hơn tới loại hình gia công và trang trí nhà cửa. Tranh thêu chữ thập lại bùng nổ như đợt suy thoái 2007-2013. Tuy nhiên, ở giai đoạn này, chất lượng in và vải đã có nhiều sự cải tiến so với 10 năm trước đó.
Đan và khâu chữ thập trở thành một sở thích phổ biến hơn ở các thị trường trẻ, trái với những ý kiến truyền thống cho rằng đây chỉ phù hợp cho những người có tuổi đã về hưu. Hiện nay, có rất nhiều các nhóm may được thành lập nhằm tập hợp những người cùng yêu thích khâu chữ thập để cải biến lại những câu lạc bộ thủ công truyền thống.
Với sự đan xen kết hợp giữa thêu chữ thập với các thiết kế truyền thống thì còn có thêm một xu hướng hiện đại và mới mẻ hơn có hình ảnh trích dẫn từ những câu nói đương đại hay họa tiết đậm chất retro. Dẫn đến một khái niệm được biết đến như là "sự phá hủy thêu truyền thống" do những thiết kế nhằm gây nổi với những lời nói, nội dung gây sốc đi ngược lại với truyền thống của thêu chữ thập.
Nhiều ý tưởng mới lạ độc đáo từ các nhà sáng chế trong việc ứng dụng khâu chữ thập có thể kể đến như khâu trên các vật dụng lưới sắt cũng như các món đồ dùng bếp cũ có hình lưới, chuỗi xen kẽ.